# Sortie gaie
Sortie gaie est une émission de télévision québécoise en 130 épisodes de 25 minutes animée par André Montmorency qui était diffusée au Canal Vie entre 1998 et 2003. Prenant la forme d'un magazine hebdomadaire à reportage, l'émission avait pour but de faire découvrir le quotidien gai à travers l'expérience d'homosexuels, de lesbiennes et de bisexuels québécois. Première émission télévisée québécoise entièrement consacrée à la thématique gaie, elle fêta en 2002 sa centième émission.

## Contenu
L'objectif du magazine hebdomadaire était large : couvrir l'actualité et les activités culturelles gaies québécoises. Outre les nombreux reportages d'expériences personnelles, l'émission comprenait aussi des entrevues avec des personnalités québécoises des domaines artistiques, politiques et communicationnels qui venaient parler de leurs liens avec la scène gaie québécoise.

## Fiche technique
- Producteurs : Jean Fugazza et Marie Daniel
- Société de production : Zone 3